# Mystacomyoidea mirabilis
Mystacomyoidea mirabilis är en tvåvingeart som beskrevs av Thompson 1963. Mystacomyoidea mirabilis ingår i släktet Mystacomyoidea och familjen parasitflugor. Inga underarter finns listade i Catalogue of Life.